# استثمار نیروی کار

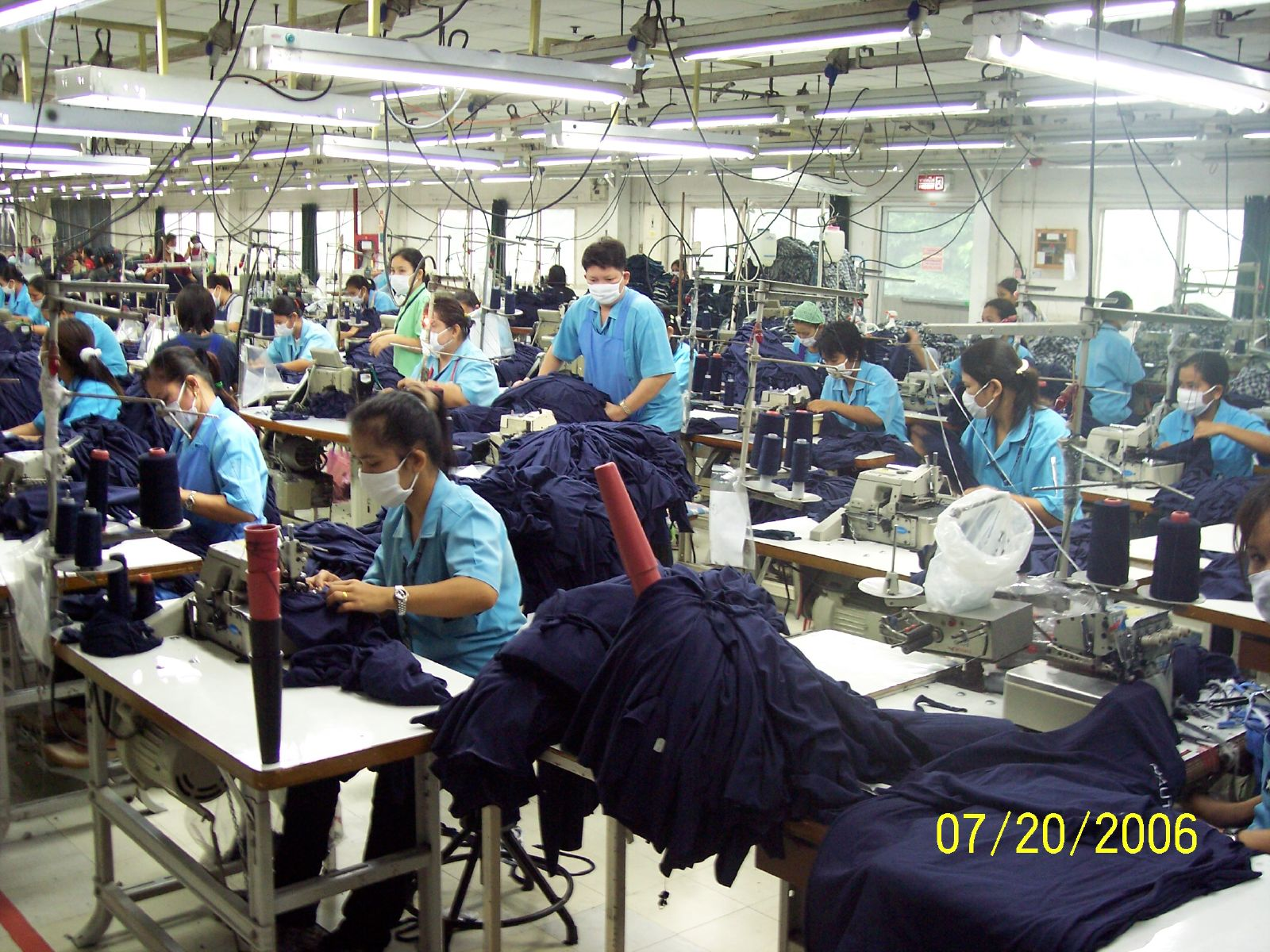
کارگران کارخانه پوشاک در تایلند

استثمار نیروی کار (یا کارکنان) مفهومی است که به معنای، بهره‌برداری یک عامل از مزیت ناعادلانه که از یک عامل دیگر برخوردار است. تعریف می‌شود. بیانگر یک رابطه اجتماعی ناعادلانه مبتنی بر عدم تقارن قدرت یا نابرابری ارزش بین کارگران و کارفرمایان است. وقتی صحبت از استثمار می‌شود، در تئوری اجتماعی وابستگی مستقیم به مصرف وجود دارد و به‌طور سنتی این استثمار به عنوان سوء استفاده ناعادلانه از شخص دیگری (کارگر) به دلیل موقعیت پست خود توسط کارفرما انجام می‌شود و این استثمارگر را همچنین قدرت می‌دهد.
نظریه استثمار کارل مارکس در دانشنامه فلسفه استنفورد به عنوان تأثیرگذارترین نظریه استثمار توصیف شده است. در تحلیل استثمار، اقتصاددانان در توضیح مارکس و آدام اسمیت دربارهٔ استثمار نیروی کار اختلاف نظر دارند. اسمیت مانند مارکس استثمار را یک پدیده سیستماتیک ذاتی در سیستم‌های اقتصادی خاص نمی‌دانست، بلکه آن را یک بی عدالتی اخلاقی اختیاری می‌دانست.